# DM Geminorum
Désignations
DM Geminorum (ou Nova Geminorum 1903) était une nova qui survint en 1903 dans la constellation des Gémeaux. Elle atteignit une magnitude minimale (correspondant à une luminosité maximale) de 6.
Cette nova fut découverte par Herbert Hall Turner. De nos jours, elle a une magnitude de 16,5.